# فاكواي فارينا (كارولاينا الشمالية)
فاكواي فارينا (بالإنجليزية: Fuquay-Varina, North Carolina)‏ هي مدينة تقع في الولايات المتحدة في مقاطعة ويك، كارولاينا الشمالية. يقدر عدد سكانها بـ 17,937 نسمة ومساحتها 31.5 كم2 وترتفع عن سطح البحر 99 متر.

## التركيبة السكانية
حدّد مكتب تعداد الولايات المتحدة بيانات التركيبة السكانية لفاكواي فارينا في تعداد الولايات المتحدة. في ما يلي، التركيبة السكانية حسب تعدادي 2000 و2010.

### تعداد عام 2000
بلغ عدد سكان فاكواي فارينا 7,898 نسمة بحسب تعداد عام 2000، وبلغ عدد الأسر 3,122 أسرة وعدد العائلات 2,127 عائلة مقيمة في البلدة. في حين سجلت الكثافة السكانية 181.3 نسمة لكل كيلومتر مربع (469.6/ميل2). وبلغ عدد الوحدات السكنية 3,375 وحدة بمتوسط كثافة قدره 77.5 لكل كيلومتر مربع (200.7/ميل2).
وتوزع التركيب العرقي للبلدة بنسبة 70.63% من البيض و24.40% من الأمريكيين الأفارقة و0.41% من الأمريكيين الأصليين و0.48% من الأمريكيين ذوي الأصول الآسيوية و2.94% من الأعراق الأخرى و1.15% من عرقين مختلطين أو أكثر و7.38% من الهسبانيون أو اللاتينيون من أي عرق.
بلغ عدد الأسر 3,122 أسرة كانت نسبة 39.3% منها لديها أطفال تحت سن الثامنة عشر تعيش معهم، وبلغت نسبة الأزواج القاطنين مع بعضهم البعض 48.8% من أصل المجموع الكلي للأسر، ونسبة 15.5% من الأسر كان لديها معيلات من الإناث دون وجود شريك،  بينما كانت نسبة 3.8% من الأسر لديها معيلون من الذكور دون وجود شريكة وكانت نسبة 31.9% من غير العائلات. تألفت نسبة 26.3% من أصل جميع الأسر من عدة أفراد يعيشون في نفس المنزل ونسبة 10.8% كانت تتألف من شخص يعيش بمفرده يبلغ من العمر 65 عاماً أو أكثر. وبلغ متوسط حجم الأسرة المعيشية 2.48، أما متوسط حجم العائلات فبلغ 2.99.
بلغ العمر الوسطي للسكان 32.6 عاماً. وكانت نسبة 27.3% من القاطنين تحت سن الثامنة عشر، وكانت نسبة 8.2% بين الثامنة عشر والرابعة والعشرين عاماً، ونسبة 35.1% كانت واقعةً في الفئة العمرية ما بين الخامسة والعشرين والرابعة والأربعين عاماً، ونسبة 16.3% كانت ما بين الخامسة والأربعين والرابعة والستين، ونسبة 11.3% كانت ضمن فئة الخامسة والستين عاماً فما فوق. يوجد لكل 100 أنثى 90.1 ذكر، ويوجد لكل 100 أنثى في الثامنة عشر من عمرها فما فوق 85.8 ذكر.
بلغ متوسط دخل الأسرة في البلدة 42,903 دولارًا، أما متوسط دخل العائلة فبلغ 49,531 دولارًا. وكان متوسط دخل الذكور 35,497 دولارًا مقابل 28,551 دولارًا للإناث. وسجل دخل الفرد الخاص بالبلدة 20,268 دولارًا. وكانت نسبة 9% من العائلات ونسبة 11.1% من السكان تحت خط الفقر، وكان من هؤلاء نسبة 15.5% تحت سن الثامنة عشر ونسبة 11.5% في الخامسة والستين من العمر وما فوق.

### تعداد عام 2010
بلغ عدد سكان فاكواي فارينا 17,937 نسمة بحسب تعداد عام 2010، وبلغ عدد الأسر 6,692 أسرة وعدد العائلات 4,857 عائلة مقيمة في البلدة. في حين سجلت الكثافة السكانية 411.7 نسمة لكل كيلومتر مربع (1,066.3/ميل2). وبلغ عدد الوحدات السكنية 7,325 وحدة بمتوسط كثافة قدره 168.1 لكل كيلومتر مربع (435.4/ميل2).
وتوزع التركيب العرقي للبلدة بنسبة 72.29% من البيض و19.66% من الأمريكيين الأفارقة و0.61% من الأمريكيين الأصليين و2.01% من الأمريكيين ذوي الأصول الآسيوية و0.03% من سكان جزر المحيط الهادئ و2.65% من الأعراق الأخرى و2.74% من عرقين مختلطين أو أكثر و9.69% من الهسبانيون أو اللاتينيون من أي عرق.
بلغ عدد الأسر 6,692 أسرة كانت نسبة 42.4% منها لديها أطفال تحت سن الثامنة عشر تعيش معهم، وبلغت نسبة الأزواج القاطنين مع بعضهم البعض 56.5% من أصل المجموع الكلي للأسر، ونسبة 12.8% من الأسر كان لديها معيلات من الإناث دون وجود شريك،  بينما كانت نسبة 3.3% من الأسر لديها معيلون من الذكور دون وجود شريكة وكانت نسبة 27.4% من غير العائلات. تألفت نسبة 23% من أصل جميع الأسر من عدة أفراد يعيشون في نفس المنزل ونسبة 10.3% كانت تتألف من شخص يعيش بمفرده يبلغ من العمر 65 عاماً أو أكثر. وبلغ متوسط حجم الأسرة المعيشية 2.67، أما متوسط حجم العائلات فبلغ 3.17.
بلغ العمر الوسطي للسكان 34.2 عاماً. وكانت نسبة 30% من القاطنين تحت سن الثامنة عشر، وكانت نسبة 6.1% بين الثامنة عشر والرابعة والعشرين عاماً، ونسبة 32.6% كانت واقعةً في الفئة العمرية ما بين الخامسة والعشرين والرابعة والأربعين عاماً، ونسبة 20.1% كانت ما بين الخامسة والأربعين والرابعة والستين، ونسبة 11.2% كانت ضمن فئة الخامسة والستين عاماً فما فوق. وتوزع التركيب الجنسي للسكان بنسبة 47.3% ذكور و52.7% إناث.

## أعلام
- كيرلي بريدغز
- بيفرلي بوكانان
- كونور دونوفان
- أندريه بودن